# Arabitol
El arabitol (conocido también como Lixitol o arabinitol) es un polialcohol empleado frecuentemente como edulcorante artificial en la industria de la alimentación. Puede ser obtenido por reducción de la arabinosa (compuesto del que proviene su denominación) o lixosa. Son muy conocidos dos isómeros que son la D-arabitol (contribuye en la síntesis del glucógeno) y la L-arabitol como resultado del metabolismo de ciertas bacterias.

## Usos
El principal uso del arabitol es como edulcorante, no obstante existen otras aplicaciones como en análisis bioquímico de trazas de esporas en la atmósfera. Se ha detectado trazas de arabitol en vinos blancos.